# 10173 Hanzelkazikmund
10173 Hanzelkazikmund (1995 HA) là một tiểu hành tinh vành đai chính được phát hiện ngày 21 tháng 4 năm 1995 bởi P. Pravec và L. Šarounová ở Ondrejov.